# Померанцев, Василий Петрович
Василий Петрович Померанцев (1736 — 26 января 1809) — российский театральный актёр московской драматической сцены.

## Биография
Стать актёром решил после того, как случайно зашёл в театр; первоначально собирался стать дьяком. Играть на сцене начал с 1766 года в Московском публичном театре (в антрепризе полковника Н. С. Титова), в 1780 году перешёл в Петровский театр Медокса, с этого же года начав преподавать в Московском воспитательном доме. На казённой сцене пробыл с 1785 по 1806 год. С 1791 по 1794 год был преподавателем актёрского мастерства у артистов крепостного театра, принадлежавшего графу Шереметьеву. Ушёл со сцены в 1807 году. Его жена, Анна Афанасьевна, в одно время с ним принятая на казённую московскую сцену, согласно тем же оценкам, прекрасно играла роли любовниц, впоследствии — служанок и комических старух.
Видевшие игру его Ф. Вигель, С. П. Жихарев, С. Н. Глинка, Н. М. Карамзин, А. Ф. Малиновский писали о нём как об артисте с широким дарованием, часто заставлявшем рыдать весь театр. О. В. Бубнов называл 1780-е годы временем «триумфа на сцене» для Померанцева. Н. Ильиным была написана его биография. Лучшие его роли, по оценкам современников, — благородных отцов в драмах и комедиях. Критики отмечали естественность его речи и поведения на сцене, разнообразие интонаций, искренность во время спектаклей и отточенную мимику, но также и несколько дрожащий голос, придававший особое выражение его дикции.
Наиболее известные роли: Барон Гартлей и Бартоло («Евгения» и «Фигарова женитьба» П. Бомарше), Одоардо («Эмилия Галотти» Г. Лессинга), Простодум («Хвастун» Я. Б. Княжнина), староста Федот и Абрам («Лиза, или Торжество благодарности» и «Великодушие, или Рекрутский набор» Н. И. Ильина).